# Salt (film fra 2010)
 For alternative betydninger, se Salt. (Se også artikler, som begynder med Salt)
Salt er en amerikansk spændingsfilm fra 2010 instrueret af Phillip Noyce, med Angelina Jolie, Liev Schreiber og Chiwetel Ejiofor i hovedrollerne.
Filmen handler om CIA-agenten Evelyn Salt (Jolie), som er anklaget for at være en KGB-agent, og som må komme rent, mens hun er på flugt fra sine tidligere kolleger.
Manuskriptet handlede oprindeligt om en mandlig agent, og Tom Cruise blev nævnt i forbindelse med hovedrollen i 2008, men manuskriptet blev omskrevet, da Jolie viste interesse for rollen.
Filmen findes i tre udgaver. En biografversion, et director's cut, hvor der er tilføjet 4 minutters flashback-scener, og et "extended cut", som er et minut længere, men hvor handlingen er noget anderledes.

## Medvirkende
- Angelina Jolie som Evelyn Salt, en CIA-agent der bliver anklaget for at være dobbeltagent for KGB
- Liev Schreiber som Theodore "Ted" Winter / Nikolai Tarkovsky, leder for det fiktive Russia House[1]
- Chiwetel Ejiofor som Darryl Peabody, en ONCIX agent der jagter Salt[2]
- Daniel Olbrychski som Oleg Vassily Orlov, russisk afhopper og spion
  - Daniel Pearce som en ung Orlov i flashbacks
- August Diehl som Mike Krause, Salts mand
- Tika Sumpter som Front Desk Woman
- Olek Krupa som Boris Matveyev, Ruslands præsident
- Hunt Block som Howard Lewis, USAs præsident
- Corey Stoll som Shnaider, russiske selvmordsbomber som Orlov sender i døden
- Andre Braugher som Secretary of Defense